# Revuelta de Mitilene
La revuelta de Mitilene fue un incidente acaecido durante la guerra del Peloponeso, en el que la ciudad de Mitilene trató de hacerse con la isla de Lesbos y de rebelarse contra Atenas. En el 428 a. C. el gobierno de Mitilene planeó una rebelión conjunta con Esparta, Beocia y otras ciudades de Lesbos. Mitilene comenzó los preparativos fortificando la ciudad y reuniendo suministros para una guerra prolongada. Sin embargo, dichas medidas fueron interrumpidas por la flota ateniense, que había sido advertida de la rebelión. Aunque Mitilene envió representantes a Atenas para negociar un acuerdo, al mismo tiempo y en secreto despachó una embajada a Esparta con el propósito de pedir ayuda.
El intento de alcanzar un acuerdo con Atenas fracasó, dado que ésta no deseaba que Mitilene subyugara a su aliada, la ciudad de Metimna, y la flota ateniense bloqueó por mar a Mitilene. Aunque Esparta aceptó proporcionar su ayuda a Mitilene y construyó una flota, se acobardó ante una muestra del poderío ateniense, por lo que no realizó ninguna acción contra Atenas durante el primer año de la contienda. Mientras tanto, arribaron a Lesbos 1000 hoplitas atenienses, lo que permitió completar el asedio por tierra. Pese a que Esparta envió finalmente su flota a Mitilene en el verano de 427 a. C., el avance de ésta fue tan cauteloso y tuvo tantos retrasos que cuando llegó a las cercanías de Lesbos recibió la noticia de que Mitilene se había rendido.
Tras la rendición de Mitilene, en Atenas se encendió un gran debate en cuanto al destino de sus habitantes. Una facción, liderada por Cleón, abogaba por la ejecución de todos los hombres de Mitilene y el encarcelamiento de los niños y de las mujeres; mientras que otra facción, liderada por Diódoto (hijo de Éucrates), prefería un tratamiento más moderado, donde se debería ejecutar sólo a los cabecillas. La asamblea ateniense titubeó: ordenó la ejecución masiva de todos los hombres, pero al día siguiente revocó la sentencia. Al final, se perdonó a la ciudad entera, aunque 1000 supuestos cabecillas fueron ejecutados sin juicio.

## Plan y preparativos

La guerra del Peloponeso en el Egeo

El gobierno oligárquico de Mitilene había considerado rebelarse contra Atenas incluso antes del estallido de la guerra del Peloponeso. Sin embargo, cuando se acercaron a Esparta en la década de 430 a. C., no fueron aceptados en la Liga del Peloponeso. Sin el necesario apoyo de Esparta, que con su ayuda podía hacer viable la rebelión, el plan de Mitilene se quedó en nada. No obstante, en el año 428 a. C. los líderes mitileneos juzgaron que era el momento propicio para rebelarse, y tanto Esparta como Beocia participaron en los planes de la rebelión. La principal motivación para la revuelta fue que los mitileneos deseaban tomar el control de toda la isla de Lesbos; a Atenas no le gustaba la creación de subunidades dentro de su imperio y seguramente no hubiera permitido que Lesbos se unificara. Además, el estatus de privilegio de Mitilene, que comandaba su propia flota y era un Estado independiente dentro del Imperio ateniense, aventuraba que en el futuro Atenas habría de enfrentarse a Mitilene y someterla como un Estado tributario, tal como había hecho con la mayoría de sus aliados. Por lo tanto, los mitileneos comenzaron a reforzar sus fortificaciones y adquirieron mercenarios y suministros en la zona del mar Negro. Sin embargo, la noticia de los preparativos llegó a oídos de los atenienses gracias a varios de los enemigos de Mitilene en la región (Metimna y Ténedos) y a un grupo de ciudadanos mitileneos que representaban los intereses de Atenas en la ciudad (probablemente miembros de la facción democrática del lugar).

## La revuelta

### Movimientos iniciales

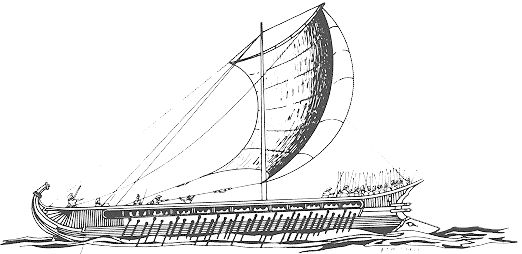
Un trirreme griego

Los atenienses, que aún sufrían la plaga y se encontraban bajo una gran presión financiera debido a la prolongación inesperada de la guerra, en un principio intentaron negociar para así evitar verse envueltos en otra contienda militar en Lesbos. Sin embargo, cuando Mitilene se negó a abandonar sus planes para unificar Lesbos y sus preparativos para la guerra, Atenas se resignó ante la necesidad de una respuesta militar y despachó una flota rumbo a Mitilene; diez trirremes mitileneos, que se desempeñaban dentro de la marina de guerra, fueron recluidos en Atenas junto con sus tripulaciones. El plan inicial era que la escuadra llegara durante un festival religioso, por lo que todos los habitantes de Mitilene se hallarían fuera de la ciudad, facilitando la conquista de las fortificaciones por las tropas atenienses. No obstante, puesto que el plan se trazó en una asamblea abierta, resultó imposible mantenerlo en secreto, y Mitilene recibió una advertencia sobre el acercamiento de los navíos. El día del festival, la población permaneció en la ciudad y se redobló la guardia en los puntos más débiles de la muralla. Los atenienses, que se encontraron con la ciudad bien defendida, ordenaron a los mitileneos que rindiesen su flota y derribaran las murallas. Mitilene rechazó estas exigencias e incluso envió a su contingente naval a combatir contra la de Atenas en las afueras del puerto. Pero cuando los atenienses obtuvieron una pronta victoria y los navíos mitileneos se replegaban hacia el puerto, la ciudad aceptó velozmente negociar un armisticio y despachar representantes a Atenas. No obstante, la intención del gobierno de Mitilene no era llegar a un acuerdo con Atenas, sino más bien ganar tiempo para que sus negociaciones con Esparta y Beocia dieran sus frutos. Mientras los representantes se encaminaban hacia Atenas, se despachó un segundo grupo rumbo a Esparta para obtener su apoyo en la rebelión.

### El fracaso de las negociaciones y la reanudación del combate
Las negociaciones en Atenas fueron breves e infructuosas. Los mitileneos ofrecieron mantenerse leales a cambio de que los atenienses retiraran de Lesbos su flota. Dentro de la propuesta se hallaba implícito el hecho de que Atenas abandonara Metimna, algo que los atenienses no podían efectuar, ya que el no proteger a una ciudad sujeta a su imperio ante un ataque minaría su autoridad al frente del mismo. En consecuencia, Atenas rechazó la oferta de Mitilene.
Cuando los embajadores regresaron a Lesbos y dieron a conocer el resultado de las negociaciones, todas las ciudades de la isla salvo Metimna declararon abiertamente la guerra a Atenas. Mitilene reunió un ejército y avanzó para atacar el campamento ateniense. Pese a que el resultado de la batalla le fue levemente favorable, los mitileneos no quisieron forzar su ventaja y se retiraron detrás de sus fortificaciones antes de que cayera la noche. Por su parte, los atenienses, animados por la falta de iniciativa de sus enemigos, convocaron a las tropas de sus aliados y, a su llegada, construyeron dos campamentos fortificados, uno a cada lado del puerto de Mitilene. Desde aquellas posiciones, impusieron un bloqueo naval sobre la ciudad, mientras que Mitilene y sus aliados siguieron controlando todo el territorio situado fuera de las fortificaciones atenienses.

### Esparta titubea
Inmediatamente después del ataque de los mitileneos contra el campamento ateniense, un trirreme con embajadores de Esparta y Beocia logró esquivar el bloqueo y entrar en Mitilene. Una vez allí, los emisarios convencieron a los habitantes de la ciudad de que enviaran a un segundo grupo de embajadores para solicitar la intervención de Esparta (los espartanos y beocios habían partido antes de la revuelta y desde hacía tiempo se les había imposibilitado la entrada a la ciudad). Esta segunda delegación de negociadores de Mitilene llegó a su destino menos de una semana después que el primero, en julio, pero ninguno consiguió la ayuda inmediata por parte de Esparta; sus ciudadanos delegaron la decisión sobre Mitilene a la Liga del Peloponeso en su totalidad, la cual se reuniría en Olimpia un tiempo más tarde, ese mismo verano. Durante la reunión, los embajadores mitileneos pronunciaron un discurso justificando su revuelta, enfatizaron la debilidad de Atenas e hicieron hincapié en la importancia de atacar a los atenienses del imperio, del cual extraían sus recursos. Tras dicha exposición, los espartanos y sus aliados aceptaron mediante una votación incluir a los habitantes de Lesbos dentro de su alianza y atacar a Atenas con urgencia, respaldando la revuelta.
Los planes trazados en Olimpia determinaron que todos los Estados aliados enviaran sus contingentes al istmo de Corinto para unirse y preparar el avance hacia Atenas. El contingente espartano fue el primero en llegar y se dispuso a recorrer el istmo lentamente con navíos del golfo de Corinto para así poder atacar en forma simultánea por tierra y por mar. No obstante, mientras que los espartanos se dedicaban con entusiasmo a dicha labor, el resto de los aliados se demoró en enviar a sus contingentes; el período de cosecha había iniciado y los aliados estaban cansados del constante servicio militar (ya habían sido llamados al servicio ese mismo verano para una invasión del Ática que comenzó en mayo y se prolongó todo un mes). Entretanto, conscientes de que el alistamiento de tropas peloponesias se debía en parte a la afirmación de los mitileneos de que Atenas se hallaba sumamente debilitada, los atenienses prepararon una flota de 100 navíos para realizar ataques en las costas del Peloponeso. La preparación del contingente naval requirió la toma de medidas extremas, puesto que los recursos del Estado ya eran muy escasos; debido a que no había suficientes thetes (ciudadanos pobres) disponibles para servir como tripulación de los navíos, se reclutó como remeros a zeugitai (propietarios de tierras que normalmente combatían como hoplitas) y a metecos (extranjeros que residían en Atenas). La flota ateniense efectuó incursiones a voluntad contra las costas peloponesias, y los espartanos, a quienes se les había prometido que los cuarenta navíos en Mitilene y otros cuarenta que habían circunnavegado el Peloponeso a comienzos del verano constituían la totalidad de las fuerzas navales que Atenas podía reunir, llegaron a la conclusión de que se los había engañado y cancelaron sus planes de lanzar un ataque durante ese verano.

### La lucha en Lesbos

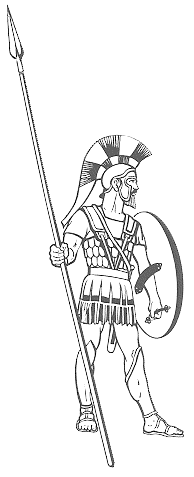
Hoplita griego

Mientras las tropas espartanas llevaban a cabo sus preparativos en el istmo de Corinto, Mitilene y sus aliados atacaron Metimna por tierra, esperando que les fuera entregada a traición. Sin embargo, la traición prometida no ocurrió, y tras lanzar una ofensiva contra la ciudad que no tuvo el éxito esperado, se retiraron hacia Antisa, Pirra y Ereso.
Los mitileneos regresaron a casa, deteniéndose durante el camino para reforzar las fortificaciones de varios de sus aliados cerca de Metimna. Una vez que los mitileneos hubieron desaparecido, las tropas de Metimna avanzaron sobre una de estas ciudades, Antisa, pero fueron derrotadas por los defensores y sus mercenarios en un combate fuera de las murallas de la ciudad. Un gran número de metimneos y sus auxiliares murieron a manos de los antiseos, y los supervivientes emprendieron la retirada a su ciudad.
En este momento, los atenienses se dieron cuenta de que su ejército en Lesbos era insuficiente para lidiar con Mitilene, por lo que otros 1000 hoplitas fueron despachados a la isla, bajo el mando del estratego Paques, hijo de Epicuro. Gracias al incremento en el número de sus tropas, los atenienses en Lesbos lograron hacerse con el control de las tierras que rodeaban Mitilene y construyeron una muralla circunvalando la ciudad por los tres lados de la ciudad que miraban a tierra, completando así el bloqueo contra ésta. Además Mitilene contaba con fuertes construidos en algunas posiciones con buenas defensas naturales, y es presumible que los atenienses no temieran un ataque por la espalda de los aliados de Mitilene.
Refiere Tucídides que el invierno empezaba, y sobre la base de la secuencia de los hechos, se ha calculado que la construcción del muro de circunvalación les tomó unas cuatro semanas.

### Asedio, socorro y rendición
A fin de pagar los gastos por el asedio durante su crítica situación financiera, Atenas se vio obligada a recurrir a dos medidas extremas. En primer lugar, impuso el pago de una eisphora, o impuesto directo, a sus propios ciudadanos. Los antiguos griegos eran sumamente reacios a tomar este tipo de medidas, las cuales consideraban un abuso sobre sus libertades personales, y es posible que esta haya sido la primera ocasión en que se haya obligado el pago de este impuesto en Atenas. El segundo mandato consistió en anunciar un aumento del tributo exigible a sus Estados sujetos, y se enviaron doce naves para cobrar el nuevo gravamen varios meses antes de la fecha habitual; esto desató claras situaciones de descontento, y uno de los generales que comandaba uno de los trirremes fue asesinado mientras intentaba cobrar el tributo en Caria.
En el verano de 427 a. C., los espartanos y sus aliados planificaron un esfuerzo conjunto por tierra y mar para desgastar los recursos de Atenas y aliviar el asedio sobre Mitilene. La invasión anual del Ática correspondiente a ese año fue la segunda más prolongada de la guerra arquidámica, superada en duración y destructividad únicamente por la de 430 a. C. Mientras se llevaba a cabo esta invasión, se despachó a 42 barcos al mando del navarco Álcidas hacia Mitilene. El objetivo era que los atenienses estuviesen preocupados por la invasión y no pudieran dedicar toda su atención a Álcidas y su flota.
Sin embargo, en Mitilene el tiempo se estaba agotando para un rescate del Peloponeso. Un representante espartano, Saleto, había ingresado subrepticiamente en la ciudad a bordo de un trirreme a fines del invierno con noticias del plan de socorro y había tomado el mando de las defensas del lugar, anticipándose a la llegada de la flota. No obstante, las provisiones de alimento de Mitilene se acabaron en algún momento a comienzos del verano y, ya que el contingente naval aún debía aparecer, Saleto debió apostar por intentar romper el bloqueo. Todos los ciudadanos, de los cuales la mayoría había combatido hasta el momento en las tropas ligeras, recibieron una armadura hoplítica como parte de los preparativos. Aun así, una vez que la población estuvo armada, esta se negó a obedecer al gobierno de la ciudad y exigió que las autoridades distribuyeran el resto de las provisiones de comida, amenazando con pactar con los atenienses si esto no se cumplía. Al ver que el problema era insalvable y que cualquier acuerdo de paz en el que no estuviesen involucrados tendría seguramente consecuencias fatales para ellos, los funcionarios del gobierno se pusieron en contacto con el comandante ateniense y se rindieron con la condición de que ningún habitante de Mitilene fuera hecho prisionero, esclavizado o ejecutado hasta que los representantes de la ciudad hubiesen expuesto su caso ante Atenas.
Al mismo tiempo que sucedían estos acontecimientos, Álcidas avanzaba con sus barcos, lentamente y con cautela, desperdiciando mucho tiempo en rodear el Peloponeso. Pese a que consiguió evitar a los atenienses y llegar a Delos sin ser descubierto, alcanzó la ciudad de Eritras, situada en la costa de Jonia, unos días después sólo para enterarse de que Mitilene ya había caído. En aquel instante, el comandante del contingente de Elis propuso lanzar un ataque contra los atenienses en Mitilene, sosteniendo que dado que la captura de la ciudad era muy reciente, los tomarían por sorpresa y en un momento vulnerable. De todas formas, Álcidas no deseaba efectuar un movimiento tan atrevido y rechazó la idea, al igual que otro plan para tomar una ciudad jonia como base desde la cual fomentar rebeliones dentro del imperio. De hecho, tras saber que Mitilene se había rendido, el objetivo principal de Álcidas fue regresar a casa sin tener que enfrentarse a la flota de Atenas, por lo que navegó hacia el sur, siguiendo la costa de Jonia. Los trirremes atenienses para misiones oficiales, Páralo y Salaminia, pudieron verlo fuera de Claros, y la escuadra ateniense fue enviada desde Mitilene en su persecución. Sin embargo, Álcidas zarpó desde Éfeso a toda vela de vuelta al Peloponeso, sin detenerse hasta encontrarse seguro dentro de las fronteras de su patria, logrando escapar así de sus perseguidores. Luego de esto, los atenienses regresaron a Lesbos y sometieron a las últimas ciudades rebeldes de la isla.

## El debate en Atenas
Tras terminar de someter a Mitilene, el strategos ateniense Paques envió a la mayor parte del ejército de regreso a Atenas y, junto con él, a los mitileneos que habían sido identificados como especialmente culpables de la revuelta, así como al general espartano Saleto, quien fue ejecutado de inmediato a pesar de que había señalado que, a cambio de su vida, haría retirar las tropas espartanas que asediaban Platea. Luego, la asamblea centró su atención en la cuestión de qué hacer con los prisioneros en Atenas y con el resto de los mitileneos en Lesbos. A continuación se produjo uno de los debates más famosos de la historia de la democracia ateniense y una de las tan solo dos ocasiones en que Tucídides registró el contenido del cruce de discursos que se llevó a cabo en la Asamblea. Debido a ello, el debate ha sido materia de muchos análisis en el campo académico, apuntando a dilucidar tanto las circunstancias de la revuelta como la política interna ateniense de la época.

### La versión de Tucídides

El Imperio ateniense circa 450 a. C.

Según lo informado por Tucídides, el debate se prolongó dos días. Durante el primero, del cual Tucídides solo proporciona un resumen, los atenienses, furiosos, condenaron a muerte a la totalidad de la población masculina de Mitilene, y a la esclavitud a las mujeres y los niños. Los ciudadanos estaban especialmente airados por el hecho de que la revuelta hubiese traído a una flota de Esparta a aguas jonias, algo que jamás habría ocurrido en circunstancias normales, ya que ninguna flota enemiga había surcado dichas aguas en 20 años. Tras la decisión tomada por la Asamblea, se despachó un trirreme a Mitilene con la orden de que Paques ejecutara a los hombres mitileneos.
No obstante, al día siguiente y después de que los atenienses ponderasen la severidad de lo que acababan de decidir, varios ciudadanos comenzaron a arrepentirse. Conscientes de tal situación, los delegados mitileneos que habían llegado a Atenas para presentar su caso solicitaron que los pritanos reuniesen la Asamblea, algo a lo que los funcionarios accedieron. En la nueva reunión se produjo un debate entre quienes sostenían el decreto del día anterior y los que abogaban por un castigo más suave. El primer discurso del que Tucídides da noticia es el pronunciado por Cleón, quien había propuesto la moción del día previo. Este discurso señala la primera aparición de Cleón en los registros históricos, y Tucídides lo presenta diciendo que «era excepcional entre los atenienses por la violencia de su temperamento, y en esta época ejercía la más grande influencia sobre el pueblo».
En el discurso de Cleón, tal como informa Tucídides, el político argumenta que la única forma de mantener el orden es la aplicación sistemática de las leyes, incluso si estas puedan parecer injustas, y que además toda la población de Mitilene (no solo la aristocracia) se había rebelado contra Atenas, por lo que merecían su condena. El discurso está repleto de duras críticas al pueblo ateniense y a ciertos elementos de la ideología democrática, y traza una ideología imperialista que describe abiertamente al gobierno de Atenas como una tiranía y la abraza como tal. Parte del discurso de Cleón estuvo dedicado a atacar a quienes hablarían en su contra, sosteniendo que cualquier persona que hablara a favor de los mitileneos debía haber sido sobornada. Algunas cuestiones del discurso evocan argumentos aportados por Pericles en su famoso diálogo fúnebre y está claro que Cleón, según lo presenta Tucídides, utiliza deliberadamente su discurso para reclamar aspectos de la posición de líder de Pericles. En cuanto a su contenido, el discurso hace hincapié en la condición favorable que Mitilene había ostentado antes de la revuelta, afirma que toda la ciudad es responsable del levantamiento y señala que una ciudad que goza de cierto favoritismo y se rebela debe ser sometida al más duro de los castigos para impedir que otras sigan su ejemplo.
Después del discurso de Cleón, Tucídides presenta el pronunciado por Diódoto, un político que aparece por única vez en los registros históricos pero que, según Tucídides, también se había mostrado contrario a la propuesta de Cleón el día precedente. Identificado como «Diódoto, hijo de Éucrates», se presume que el Éucrates en cuestión es un lugarteniente bastante destacado de Pericles, mencionado en varias ocasiones anteriores. La primera parte del discurso de Diódoto está dedicada a refutar las acusaciones que Cleón había dirigido contra quienes hablasen luego de él, y en especial aduce que la asamblea se vería privada de sabios consejos si examinara continuamente los motivos de los disertantes en lugar de los argumentos que estos presentan. A continuación, Diódoto embiste contra la afirmación de Cleón de que un castigo severo impedirá futuras rebeliones, señalando que ningún Estado inicia una revuelta con la intención de fracasar, y que la contramedida más útil es por lo tanto un castigo más suave que permitiría reconsiderar la situación cuando la rebelión pareciera fracasar. Durante su discurso, Diódoto se niega a desviarse del terreno de la comodidad, recordando a los atenienses que no se hallan reunidos en un tribunal de justicia, sino en una asamblea política dedicada a determinar qué acción es la más ventajosa para Atenas. En cuanto a la cuestión de la culpabilidad, no obstante, rechaza completamente que los demos compartan la culpa de los oligarcas y advierte a la asamblea en contra de ganarse la antipatía de amigos potenciales a lo largo del imperio.
Una vez concluidos los discursos para la moción, la asamblea votó, por escaso margen, eliminar el decreto del día anterior. A continuación, Cleón presentó una segunda moción proponiendo ejecutar, sin mediar juicio alguno, a los 1000 habitantes de Lesbos que Paques había determinado como los principales culpables de la rebelión; esta moción se llevó a cabo en una discusión de la que no se tiene registro. De inmediato se despachó un navío a Mitilene para anular la orden de ejecución del día previo. Los representantes mitileneos en Atenas ofrecieron a la tripulación de la nave una gran recompensa si llegaba a tiempo para evitar las ejecuciones. Remando día y noche, durmiendo por turnos y comiendo frente a sus remos, la tripulación del segundo trirreme consiguió recuperar la ventaja de un día del primer barco y llegar a Mitilene en el preciso momento en que Paques estaba leyendo la orden inicial, con lo que se logró impedir su aplicación.

### Análisis modernos

#### La autenticidad de los discursos
Al igual que con todos los discursos registrados por Tucídides, la semejanza entre los pronunciados por Cleón y Diódoto según el historiador y los que realmente se realizaron es materia de gran debate. En el famoso pasaje donde establece su metodología para informar el contenido de los discursos, Tucídides señala que «ha sido mi costumbre que los disertantes digan lo que, en mi opinión, se espera de ellos en las distintas ocasiones, lógicamente apegándose tanto como es posible al sentido general de lo que en verdad se dijo». Varios historiadores han resaltado la primera parte de la oración citada y llegaron a la conclusión de que Tucídides pone palabras en boca de sus oradores; o han destacado la segunda parte y expresado que los discursos de Tucídides conservan el sentido de los pronunciados en realidad en las distintas situaciones que él describe. Incluso existe un sector dentro del ámbito académico que es partidario del segundo enfoque, pero considera que Tucídides se desvió del mismo en el transcurso de su carrera como escritor; también se han propuesto varias ideas para datar la autoría de los distintos discursos, sin que ninguna obtenga más apoyo que otra.

#### La popularidad del Imperio ateniense
El discurso de Diódoto contiene la famosa afirmación de que «en todas las ciudades el pueblo es tu amigo, y no se rebela junto con la oligarquía o, en caso de verse obligado, tampoco se convierte de inmediato en enemigo de los insurgentes; de modo que, en la guerra contra una ciudad hostil, uno tiene a las masas de su lado». Los eruditos modernos no se han puesto de acuerdo sobre si la situación fue realmente la descrita. G. E. M. de Ste. Croix aceptó lo dicho por Diódoto como fáctico y consideró la amenaza del demos mitileneo de entregar la ciudad como evidencia de que durante el asedio se albergó secretamente un sentimiento proateniense. Al mismo tiempo, otros estudiosos del tema han sugerido que dicha amenaza era obra de hombres desesperados por el hambre que no compartían sentimiento alguno hacia Atenas. Daniel Gillis presenta un tercer enfoque, observando que los demos de Mitilene no hubiesen rendido la ciudad de no ser por circunstancias tan desesperadas como las que atravesaban, ni de contar con la suficiente confianza en cuanto a su destino tras la capitulación. Por otro lado, tanto Donald Kagan como Ronald Legon han remarcado que, independientemente de los sentimientos del demos mitileneo, el pueblo no había demostrado con claridad el suficiente sentimiento revolucionario para impedir que sus gobernantes les distribuyeran armas.

## Consecuencias
Aunque se perdonó la vida a los ciudadanos de Mitilene, los habitantes de Lesbos recibieron un castigo severo. Todos los terrenos de labranza de la isla, salvo los pertenecientes a Metimna, fueron confiscados y divididos en 3000 lotes que fueron arrendados anualmente a la gente de Lesbos. De estos lotes, 300 fueron dedicados a los dioses, y los 10 talentos que se recaudaban al año por ellos pasaban a formar parte del tesoro de Atenas; el resto financiaba una guarnición de clerucos atenienses. Atenas confiscó todas las posesiones mitileneas en la Jonia continental y sus navíos, e hizo derribar sus murallas. Para Atenas, esto resolvía varios problemas: la guarnición brindaría seguridad en Lesbos y la ausencia de sus miembros de Atenas serviría en cierto modo para aliviar la sobrepoblación de la ciudad y la carga en el tesoro público provocada por la necesidad de alimentar a miles de agricultores desplazados de sus tierras. La guarnición regresó a casa a mediados de los años 420 a. C., pero al parecer los atenienses se habían equivocado al creer que la isla era segura: en 412 a. C., luego del desastre en Siracusa, Lesbos fue una de las primeras islas que comenzaron a complotar contra la debilitada Atenas.
En una anécdota que algunos relacionan con la cuestión mitilenea, Plutarco indica que Paques se suicidó durante un juicio posterior a su mandato en Mitilene. Donald Kagan interpreta esta anécdota como una señal de que Paques, de posición política moderada, fue enjuiciado por Cleón u otro político más agresivo, en desaprobación por no haber perseguido a la flota de Álcidas.

### Antigua
- Diodoro Sículo, Biblioteca histórica

### Moderna
- Andrewes, Arthur. "The Mytilene Debate: Thucydides 3.36-49". Phoenix, vol. 16, No. 2. (verano de 1962), pp. 64-85.
- Andrews, James A. "Cleon's Hidden Appeals: Thucydides 3.37-40". The Classical Quarterly, nueva serie, vol. 50, No. 1. (2000), pp. 45-62.
- Gillis, Daniel. "The Revolt at Mytilene". The American Journal of Philology, Vol. 92, No. 1. (enero de 1971), pp. 38-47.
- Kagan, Donald. The Peloponnesian War (Penguin Books, 2003). ISBN 0-670-03211-5
- Kagan, Donald. The Archidamian War (Cornell University Press, 1974) ISBN 0-8014-9714-0
- Legon, Ronald P. "Megara and Mytilene". Phoenix, Vol. 22, No. 3. (otoño de 1968), pp. 200-225.
- Wasserman, Felix Martin. "Post-Periclean Democracy in Action: The Mytilenean Debate (Thuc. III 37-48)". Transactions and Proceedings of the American Philological Association, vol. 87. (1956), pp. 27-41.